# حصار تونس (1694)
حصار تونس هو حصار إيالة الجزائر بقيادة الحاج شعبان داي الجزائر عام 1694 لتونس تحت حكم إيالة تونس بقيادة باي تونس، محمد باي المرادي، خلال الحرب التونسية الجزائرية عام 1694 .

## الخلفية
طلب محمد بن شاكر مساعدة من داي الجزائر، في ذلك الوقت، الحاج شعبان، لتمكينه بايًا لتونس. قبل داي الجزائر اقتراحه، وقام بغزو تونس عام 1694، وهزم الجيش التونسي في معركة الكاف في 24 يونيو. ثم سار شعبان إلى تونس حيث لجأ محمد باي المرادي بعد هزيمته. كان هدف شعبان هو جعل تونس ولاية بسيطة (بايلك) بطريقة مشابهة لبايالك الجزائر الأخرى، مثل بايلك قسنطينة .

## الحصار
وصل الجيش الجزائري إلى تونس العاصمة في شهر أغسطس من عام 1694 وفرضت حصارًا على المدينة. وبذل المدافعون التونسيون مقاومة شرسة، لكن بعد ثلاثة أشهر من الحصار، سقطت المدينة في 12 نوفمبر 1694. استباح الجزائريون المدينة بعد سقوطها، وفرضوا سيطرتهم على تونس. تلا ذلك فترة حكم داي الجزائر، الذي عيّن شعبان بن شاكر حاكمًا لتونس.
أصبح بن شاكر باي تونس مما اضطر محمد باي المرادي إلى الفرار إلى خيوس أو الصحراء.

## ما بعد الحصار
بعد سقوط تونس العاصمة في أيدي الجزائريين عام 1694، هرب محمد باي المرادي إلى خيوس أو الصحراء. وخلال فترة غيابه، حكم بن شكر تونس ستة أشهر كـ والي معين من قبل الجزائر العاصمة، تميز حكم بن شكر بالقسوة، مما دفع التونسيين إلى التمرد عليه. واستعانوا بـ محمد باي المرادي الذي كان في المنفى. واجه محمد باي المرادي، بن شكر في معركة مرجليل بالقرب من القيروان في 1 مايو 1695. انتصر محمد باي المرادي في المعركة واستعاد حكم تونس.